# Maison-Rouge
Maison-Rouge – miejscowość i gmina we Francji, w regionie Île-de-France, w departamencie Sekwana i Marna.
Według danych na rok 1990 gminę zamieszkiwało 599 osób, a gęstość zaludnienia wynosiła 43 osób/km² (wśród 1287 gmin regionu Île-de-France Maison-Rouge plasuje się na 757. miejscu pod względem liczby ludności, natomiast pod względem powierzchni na miejscu 195.).